# جوناتان پریرا رودریگس
جوناتان پریرا رودریگس (اسپانیایی: Jonathan Pereira Rodríguez‎؛ زادهٔ ۱۲ مهٔ ۱۹۸۷) یک بازیکن فوتبال اهل اسپانیا است.
از باشگاه‌هایی که در آن بازی کرده‌است می‌توان به ویارئال، رئال بتیس، و ریسینگ سانتاندر اشاره کرد.